# 169e méridien ouest
En géographie, le 169e méridien ouest est le méridien joignant les points de la surface de la Terre dont la longitude est égale à 169° ouest.

## Géographie

### Dimensions
Comme tous les autres méridiens, la longueur du 169e méridien correspond à une demi-circonférence terrestre, soit 20 003,932 km. Au niveau de l'équateur, il est distant du méridien de Greenwich de 18 813 km,.
Avec le 11e méridien est, il forme un grand cercle passant par les pôles géographiques terrestres.

### Régions traversées
En commençant par le pôle Nord et descendant vers le sud au pôle Sud, Le 169e méridien ouest passe par:
| Coordonnées           | Pays, territoire ou mer | Notes                                                                                             |
| --------------------- | ----------------------- | ------------------------------------------------------------------------------------------------- |
| 90° 00′ N, 169° 00′ O | Océan Arctique          |                                                                                                   |
| 71° 50′ N, 169° 00′ O | Mer des Tchouktches     |                                                                                                   |
| 66° 33′ N, 169° 00′ O | Mer de Bering           |                                                                                                   |
| 65° 49′ N, 169° 00′ O | Russie                  | Tchoukotka — île de ostrov Ratmanova                                                              |
| 65° 48′ N, 169° 00′ O | Mer de Bering           | Passe juste à l'ouest de l'île Ostrov Kruzenshterna, Alaska, États-Unis (à 65° 45′ N, 168° 56′ O) |
| 63° 20′ N, 169° 00′ O | États-Unis              | Alaska — Île Saint-Laurent                                                                        |
| 63° 10′ N, 169° 00′ O | Mer de Bering           |                                                                                                   |
| 52° 52′ N, 169° 00′ O | États-Unis              | Alaska — Île Umnak                                                                                |
| 52° 51′ N, 169° 00′ O | Océan Pacifique         |                                                                                                   |
| 60° 00′ S, 169° 00′ O | Océan Austral           |                                                                                                   |
| 78° 28′ S, 169° 00′ O | Antarctique             | Dépendance de Ross, Liste des territoires revendiqués par la Nouvelle-Zélande                     |